# Зубов, Андрей Никифорович
Андрей Никифорович Зубов (25 ноября 1899, Верх-Иньва — 8 сентября 1937, Свердловская область) — коми-пермяцкий писатель и педагог. Один из основоположников коми-пермяцкой литературы.

## Биография
Андрей Никифорович Зубов родился в семье крестьян в 1899 году в селе Верх-Иньва (ныне Кудымкарский район Коми-Пермяцкого округа). Окончил Юрлинское высшее начальное училище к 1916 году. Художественной литературой начал заниматься в 1921 году, первые его стихи были опубликованы в сборниках в 1923 году.
Андрей Никифорович вместе со своими товарищами активно работал над созданием коми-пермяцкой письменности, развитием коми-пермяцкого литературного языка и переводами на коми-пермяцкий язык русской классики в 1920-е годы. Андрей Зубов — один из соавторов первых грамматик, букварей и учебников по арифметике и естествознанию. В 1935 году в Кудымкаре окружное издательство выпустило «Сказки» – собранный и обработанный Зубовым коми-пермяцкий фольклор.
В конце 1920-х годов Зубов окончил Пермский университет с квалификацией педагога по естествознанию и химии и был принят на работу в Кудымкарский педагогический техникум преподавателем коми-пермяцкого языка и естествознания. Спустя несколько лет Андрей Зубов стал аспирантом Пермского биологического научно-исследовательского института. Затем был переведен в НИИ имени И.В. Мичурина в город Мичуринск. Под руководством Зубова в 1935 году был заложен плодово-ягодный питомник в округе. А в 1936 году окружное издательство выпустило его книгу «Плодоводство» на коми-пермяцком языке.
16 августа 1937 года Андрей Никифорович был арестован органами НКВД. Ему предъявили обвинение в том, что он якобы был «одним из идеологов и активных участников контрреволюционной национал-шовинистской организации, возглавляемой Фёдором Гавриловичем Таракановым, которая ставила своей целью объединение угро-финских национальностей с последующим отделением от СССР и присоединением к Финляндии». 7 сентября 1937 года Зубов приговорён к расстрелу с конфискацией имущества. Приговор был приведён в исполнение 8 сентября 1937 года.
Все его книги были запрещены. Андрей Никифорович Зубов был посмертно реабилитирован в 1956 году.

## Память
Имя Андрея Никифоровича Зубова носит Коми-Пермяцкая детская библиотека, располагающаяся в городе Кудымкаре. В 1918 году на доме в Кудымкаре, где жил поэт, была установлена мемориальная табличка проекта «Последний адрес».